# Krakówka
Krakówka – część miasta Piotrków Trybunalski w województwie łódzkim. Leży na południe od centrum miasta, w rejonie ulicy Krakowskie Przedmieście.